# Sparviero (portaerei)
La Sparviero fu una portaerei della Regia Marina progettata durante la seconda guerra mondiale, modificando lo scafo del transatlantico Augustus, ma non entrò mai in servizio attivo.

## Origine
Nel 1936 fu approntato un progetto per trasformare in portaerei ausiliaria la motonave passeggeri Roma o in alternativa la motonave Augustus. Il progetto fu sviluppato dal colonnello del Genio navale Luigi Gagnotto. L'idea fu abbandonata fino al 1941, quando il disastro della battaglia di Capo Matapan, in cui la marina italiana perse in un sol colpo tre incrociatori pesanti, rese chiaro l'apporto significativo che un uso coordinato dell'aeronautica poteva dare e venne deciso urgentemente di dotare di una portaerei la Regia Marina.
La nave era stata costruita per la Società Navigazione Generale Italiana di Genova dal cantiere navale G. Ansaldo & Co di Sestri Ponente dove era stata varata il 13 dicembre 1926 e battezzata Augustus ebbe come madrina del varo Edda Mussolini figlia del capo del governo italiano Benito Mussolini. L'Augustus era all'epoca la più grande motonave passeggeri al mondo, equipaggiata di propulsione diesel con quattro motori Savoja M.A.N a 2 tempi doppio effetto che sviluppavano 28.000 CV di potenza, consentendo alla nave di raggiungere la velocità di 20 nodi.

## Caratteristiche
La trasformazione del transatlantico in portaerei venne ordinata nel 1941. Il progetto riprendeva quello sviluppato dal colonnello del Genio navale Luigi Gagnotto ed i lavori di trasformazione iniziarono nel settembre del 1942 nei Cantieri Ansaldo di Genova.

Profilo e pianta del progetto

Dalla trasformazione della nave, ribattezzata prima "Falco" e poi "Sparviero", si sarebbe dovuta ricavare una portaerei di scorta, dotata di un solo hangar con 2 ascensori e chiuso al di sopra con un ponte di volo senza isola che terminava 45 metri prima della prora, salvo una stretta pista di decollo che giungeva alla estrema prora. L'armamento principale sarebbe stato disposto ai lati del castello di prora, al livello del ponte hangar, e a poppa e non era prevista alcuna struttura ad isola, perché i gas di scarico dei motori diesel sarebbero stati espulsi lateralmente sotto il livello del ponte di volo. Dal punto di vista estetico il progetto ricorda molto le portaerei giapponesi per la mancanza dell'isola e il ponte attaccato allo scafo da piloni, ma presentava l'originalità della catapulta di lancio sulla poppa che si prolungava oltre il ponte di volo. La presenza di un ponte di volo di soli 180 metri, interrotto dalla catapulta di lancio fu una scelta tecnica unica a livello di navi portaerei.. Per il lancio degli aerei erano previste almeno due catapulte. La dotazione aerea prevista era di 34 caccia oppure 16 caccia e 9 bombardieri/siluranti.
L'apparato motore sarebbe rimasto quello originale, in grado di spingere l'unità ad una velocità di circa 20 nodi.
Nel corso dei lavori di trasformazione vennero asportate le sovrastrutture, il cassero, i ponti e le cabine superiori. Le fiancate vennero dotate di corazza in lamiera d'acciaio e venne realizzato un ponte di volo in acciaio ad alto spessore per il decollo e l'atterraggio degli aerei.
L'armamento previsto era di dodici cannoni antinave e antiaerei da 135/45 mm in quattro impianti tripli, altrettanti cannoni antiaerei da 65/64 in impianti singoli 132 mitragliere da 20 mm in 22 impianti sestupli, con tutte le armi di bordo posizionate in mensole laterali.

## Armistizio

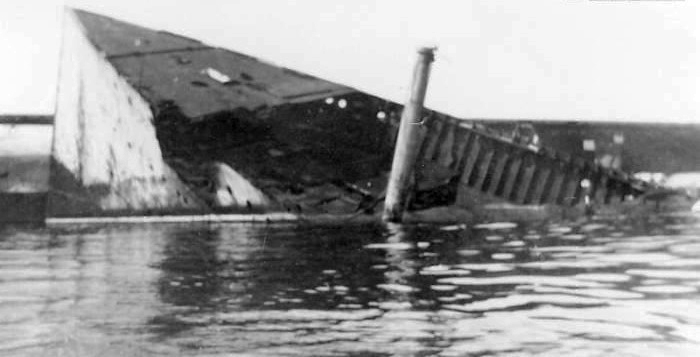
Il relitto dello Sparviero all'imboccatura del porto di Genova

A causa delle sempre maggiori difficoltà belliche non fu possibile terminare i lavori. All'armistizio i lavori erano ancora appena all'inizio, erano state appena eliminate le sovrastrutture anche se esiste una foto della nave in manovra di spostamento davanti alla spiaggia di Sampierdarena in cui il ponte di volo sembra essere stato completato.
La nave in seguito alle vicende armistiziali venne catturata dai tedeschi, che il 5 ottobre 1944 in ritirata, per impedire l'utilizzo del porto di Genova da parte degli alleati, rimorchiarono lo scafo all'imboccatura del porto di Genova, affondandolo. Nel 1947, finita la guerra, il relitto venne recuperato e venduto per la demolizione, che avvenne nel 1951.